# 아우라킹덤
아우라킹덤(Aura Kingdom) 또는 판타지 프론티어 온라인(중화민국/홍콩 출시명: Fantasy Frontier Online, 환상신역, 幻想神域) 또는 이노센트 월드(일본 출시명: Innocent World)는 중화민국 게임 개발사 엑스레전드(X-Legend)가 개발한 대규모 다중 사용자 온라인 롤플레잉 게임이다. 엑스레전드가 개발한 또다른 저명한 게임으로는 파인딩 네버랜드 온라인이 있다.
2014년 1월 에어리아 게임스가 배급했다. 2013년 8월 12일 Otakon 2013에서 발표된 무료 게임이다. Otakon 참석자들은 MMO용 베타 키를 받았다.

## 게임플레이
게임은 마을 사람들이 플레이어에게 마을 주변의 일을 도와달라고 요청하면서 시작된다.
플레이어는 Aura Kingdom의 환상 세계인 Azuria를 어둠으로부터 구하는 임무를 맡은 가이아의 사절(Envoys of Gaia)의 역할을 맡는다. 플레이어는 가디언, 래비저, 듀얼리스트, 건슬링거, 척탄병, 바드, 위자드, 소서러, 브라울러, 레인저, 로닌, 리퍼, 크루세이더, 닌자, 랜서 및 퍼포머 중에서 16가지 클래스를 선택하여 플레이할 수 있다. 그러면 플레이어는 4개의 시작 애완동물 아이돌론 중 하나를 선택할 수 있으며, 게임이 진행됨에 따라 더 많은 아이돌론을 모집할 수 있다.
플레이어는 성장하고 진화하는 동반자로서 영혼을 가질 수 있다. 이러한 영혼은 보스 처치 등 플레이어의 성취에 대한 기억을 간직하고 대화가 가능한 '에이돌론'으로 알려져 있다.